# Divisione Alpina Monte Ortigara
La Divisione Alpina Monte Ortigara fu una formazione partigiana suddivisa in cinque brigate, legata alle Fiamme Verdi.

## Storia
Nasce il 22 febbraio 1945 nella canonica di Povolaro in provincia di Vicenza, alla presenza dell'allora parroco don Luigi Pascoli, nipote di Giovanni Pascoli.

Tra i presenti: Giovanni Carli, Giacomo Chilesotti (che ne diventerà comandante), Francesco Zaltron. Viene deciso di dare questa denominazione alla nuova formazione. Tutti i presenti sono ricercati dalle forze nazifasciste.
La formazione, di ispirazione cattolica, era comunque autonoma ed apartitica, pur essendo i partigiani di diverse estrazioni politiche.

Il territorio nel quale operava spaziava dall'Altopiano dei Sette Comuni fino a Vicenza, occupando in definitiva circa un terzo della provincia vicentina.

Sono stati riconosciuti partigiani combattenti della "Mazzini" circa 242 persone, 153 i patrioti e 439 i collaboratori. La Divisione ha avuto 60 caduti e 33 feriti. Tra i partecipanti molti erano gli alpini anche se non ci sono numeri precisi sul totale dei componenti.

## Composizione
- Brigate Mazzini
- Martiri di Granezza
- Loris con partigiani di Thiene, Breganze e Dueville
- Brigate Settecomuni, Fiamme Verdi e Fiamme Rosse
- Brigata Giovane Italia

## Comandanti
Giacomo Chilesotti "Nettuno" (caduto il 27/04/1945) fu il primo comandante, con il commissario politico Giovanni Carli "Ottaviano" (caduto il 27/04/1945), vicecomandanti Alfredo Rodeghiero, "Giulio" di Asiago e Francesco Zaltron "Silva" (caduto il 28/03/1945).

## Martiri di Granezza

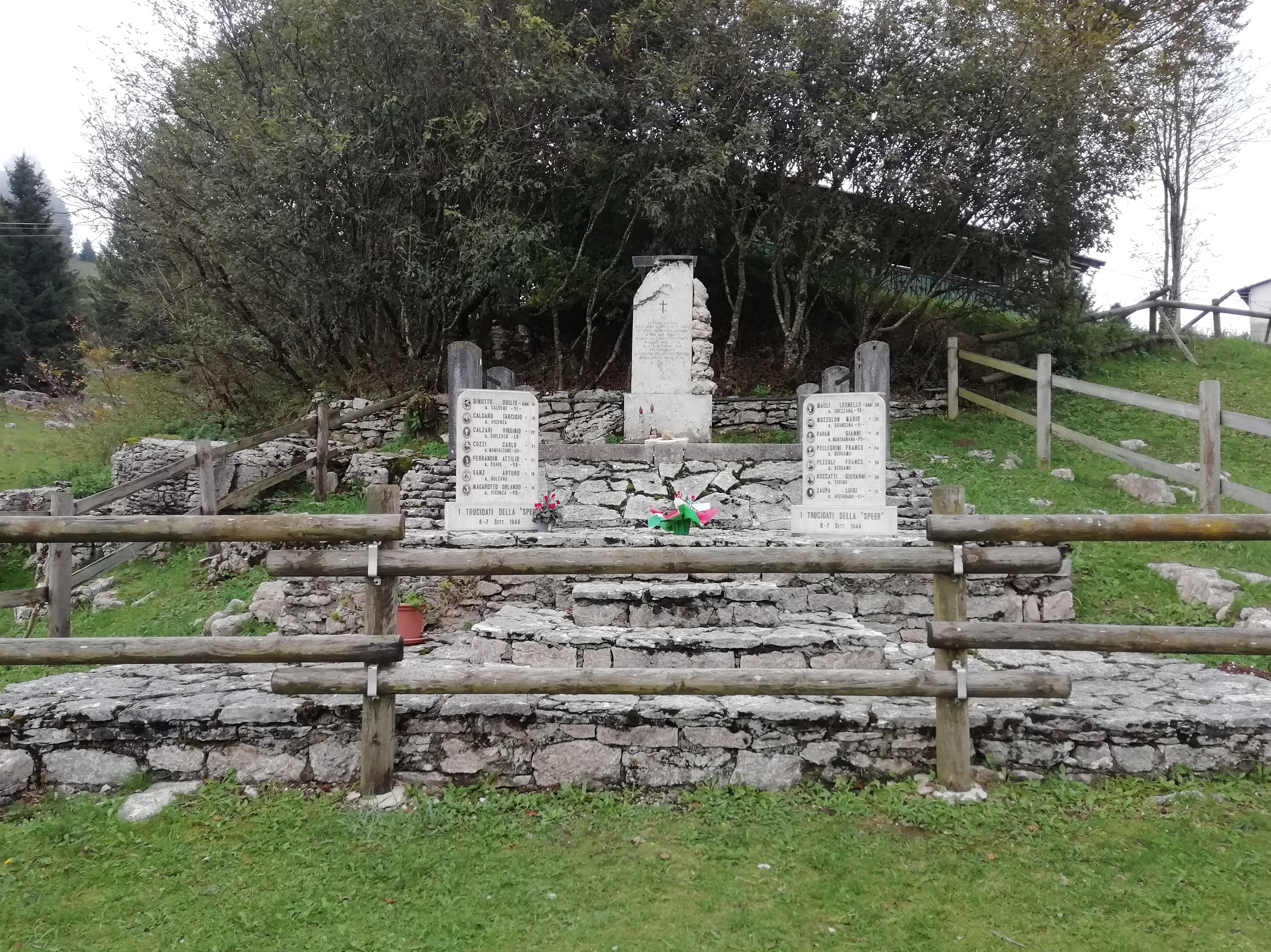
Monumento ai trucidati dalla Speer, a Bocchetta Granezza.

I continui sabotaggi operati dalle brigate della divisione, portano alla decisione da parte del generale delle SS Wolff di organizzare una repressione che potesse essere esemplare.

Il 6 settembre 1944 inizia il rastrellamento che investe l'area a Sud di Asiago, nella zona del Barenthal e dei boschi di Granezza (comuni di Lugo Vicentino, Calvene, Caltrano, Lusiana ed Asiago). Le operazioni militari causeranno l'uccisione di 23 partigiani della divisione, tra i quali Rinaldo Arnaldi, oltre a 14 autisti italiani della SPEER che avevano disertato dal distaccamento di Asiago.

## Onorificenze
- Giovanni Carli
- Giacomo Chilesotti
- Francesco Zaltron
- Luigi Cappello
- Rinaldo Arnaldi

## Persone legate alla divisione
- Ermes Farina
- Nino Bressan
- Urbano Pizzinato
- Alfredo Rodeghiero
- Giulio Vescovi
- Renato Nicolussi
- Zaira Meneghin